# ATP Challenger Charlotte
Das ATP Challenger Charlotte (offiziell: Charlotte Challenger) war ein Tennisturnier, das einmalig 1979 in Charlotte, North Carolina, stattfand. Es gehörte zur ATP Challenger Tour und wurde im Freien auf Sand gespielt.

## Liste der Sieger

### Einzel
| Jahr | Sieger      | Finalgegner  | Ergebnis |
| ---- | ----------- | ------------ | -------- |
| 1979 | Chris Lewis | David Carter | 6:2, 6:2 |

### Doppel
| Jahr | Sieger                 | Finalgegner                | Ergebnis      |
| ---- | ---------------------- | -------------------------- | ------------- |
| 1979 | Mike Barr Jerry Karzen | John Benson Tony Giammalva | 6:3, 4:6, 7:6 |